# Lagaropsylla signata
Lagaropsylla signata är en loppart som först beskrevs av Einar Wahlgren 1903.  Lagaropsylla signata ingår i släktet Lagaropsylla och familjen fladdermusloppor. Inga underarter finns listade i Catalogue of Life.